# 本多正温
本多 正温（ほんだ まさはる）は、江戸時代中期から後期の大名。駿河田中藩第4代藩主。正重系本多家9代。

## 生涯
明和3年（1766年）12月29日、第3代藩主本多正供の長男として江戸で生まれる。安永6年（1777年）に父が死去したため家督を継ぎ、正徳と名乗った。しかし幼少のため、藩政は叔父の黒田直邦が後見人として代行した。天明2年（1782年）12月18日に従五位下・伯耆守に叙位・任官する。
成長してからは親政を行ない、天明7年（1787年）に田沼意次が改易されると、相良城の受け取り役を務めた。寛政元年（1789年）5月10日に正温と改名する。
寛政6年（1794年）、紀伊から紀州みかんを取り入れて藩内に流通させた。寛政9年（1797年）、松江藩士だった武術家の仙田政芳を登用して武芸を奨励し、寛政11年（1799年）に幕命により、湯島聖堂の再建工事を監督した。寛政12年（1800年）7月13日、田中騒動が起こったため、家督を長男の正意に譲って隠居した。この騒動の細部には不明な点が多いが、正温が武芸を奨励するために登用した金田忠勝ら新参と譜代の家臣が主導権をめぐって対立して新参が追放されたためとも、後継者の正意の生まれに問題があって騒動が起こったともいわれる。
天保2年（1831年）5月に紀伊守に遷任する。天保9年（1838年）閏4月10日に死去した。享年73。

## 系譜
父母
- 本多正供（父）
- 幾瀬 ー 高島氏、側室（母）

正室
- 数 ー 永井直珍の娘

側室
- 悦 ー 斉藤多門の娘

子女
- 本多正意（長男）生母は数（正室）
- 鳥居正礼（次男）
- 内藤正哲（三男）
- 本多正福（五男）
- 小出正迪（六男）
- 松平直益継室
- 大久保忠誨正室
- 松平康正正室
- 酒井某室
- 安藤某室